# Еди Џоунс (рагби тренер)
Еди Џоунс (енгл. Eddie Jones; 30. јануар 1960) бивши је аустралијски рагбиста, а садашњи рагби тренер. Родио се у Аустралији, његова мајка је Јапанка, а отац Аустралијанац. Играо је на позицији талонера за Воратасе и за Рендвик. Тренерску каријеру је започео у Рендвику, а наставио у Јапану. Први познати тим који је предводио, били су Брамбиси, аустралијски представник у најјачој лиги на свету. Са Брамбисима је освојио супер рагби 2001, а он лично је пронашао талентованог Џорџа Смита. 2001, започео је са радом у репрезентацији Аустралије и освојио је куп три нације исте године. На светском првенству 2003, одржаном у Аустралији, валабиси су победили ол блексе, али су у финалу поражени од Енглеске. Са Аустралијом је победио у 33 мечева од 57 одиграних. После Аустралије радио је још и у Сараценсима, Квинсленд Редсима, репрезентацији Јужноафричке Републике и јапанском прволигашу Сантори Санголијат, до 2012, када је постао селектор Јапана. Са Санторијем је освојио титулу шампиона Јапана. Под његовом тренерском палицом, репрезентација Јапана је направила највећи шок у историји светских првенстава, када је победила рагби супер силу Јужноафричку Републику у мечу групне фазе светског првенства 2015. Потписао је четворогодишњи уговор са рагби савезом Енглеске 20. новембра 2015, када је постао нови селектор "црвених ружа".